# Reid Schaefer
Pour les articles homonymes, voir Schaefer.
Reid Schaefer (né le 21 septembre 2003 à Spruce Grove dans la Province de l'Alberta au Canada) est un joueur canadien de hockey sur glace. Il évolue à la position d'attaquant.

## Biographie

### Carrière junior
Schaefer commence sa carrière junior lors de la saison 2016-2017, il représente les Broncos du PAC dans la Ligue de hockey du nord de l'Alberta. En 30 matchs de saison régulière, il inscrit 24 points. Son équipe termine à la 4e place de la Division Blue de la Metro Conference. Il joue également une rencontre pour les PAC Saints de Spruce Grove dans la Ligue majeur de hockey Bantam de l'Alberta.
En 2017-2018, il participe à la coupe de l'Alberta. En 5 matchs, il n'inscrit aucun point. Il représente l'équipe Nord-Ouest qui termine à la 7e place.
En 2018, il participe au Tournoi Batam John Reid. Il dispute 5 matchs avec l'OHA d'Edmonton, les aidant à terminer à la 9e place du tournoi.
Lors de la saison 2017-2018, il évolue dans la CSSHL représentant l'Académie de hockey Okanagan d'Edmonton avec les moins de 15 ans. En 27 matchs, il inscrit 23 points aidant son équipe à remporter la saison régulière. et le championnat. La saison suivante, il joue pour les moins de 16 ans 34 matchs, amassant 24 points et 74 minutes de pénalité, Son équipe se classe au 8e rang de la ligue.
Le 3 mai 2018, il est sélectionné en 164e position lors du huitième tour du repêchage de la LHOu par les Thunderbirds de Seattle.
Le 3 septembre 2018, il s'engage avec les Thunderbirds.
En 2019-2020, il dispute 33 matchs dans la Ligue de hockey junior de l'Alberta avec les Saints de Spruce Grove. Il amasse 24 points et 74 minutes de pénalité, son équipe termine à la deuxième place de la division nord. Il joue 3 rencontres pour les Saints la saison suivante. Il dispute également 7 matchs en LHOu, amassant une passe pour les Thunderbirds.
Lors de la saison 2020-2021, il dispute 18 rencontres avec les Thunderbirds, inscrivant 2 passes.Le 19 avril 2021, la LHOu décide d'interrompre la Saison 2020-2021 après 24 matchs disputés à cause de la pandémie de COVID-19. À ce moment-là, les Thunderbirds occupent la 6e place de la Conférence Ouest.
En 2021-2022, il joue 66 parties dans la LHOu, comptabilisant 58 points. Les Thunderbirds terminent au 4e de la conférence Ouest. Durant les séries éliminatoires, ils rencontrent les Rockets de Kelowna en huitièmes de finale, qu'ils battent en 5 matchs. Lors des quarts, il leur faut 7 matchs pour vaincre les Winterhawks de Portland. La même chose face aux Blazers de Kamloops lors des demi-finales. En finale, ils tombent en 6 matchs face aux Oil Kings d'Edmonton.
En prévision du repêchage de 2022, la centrale de recrutement de la LNH le classe au 31e rang des espoirs nord-américains chez les patineurs. Il est sélectionné au 32e rang par les Oilers d'Edmonton.

## Statistiques

### En club
| Saison    | Équipe                     | Ligue     |    | Saison régulière | Saison régulière | Saison régulière | Saison régulière | Saison régulière |   | Séries éliminatoires | Séries éliminatoires | Séries éliminatoires | Séries éliminatoires | Séries éliminatoires |
| Saison    | Équipe                     | Ligue     | PJ | B                | A                | Pts              | Pun              | PJ               | B | A                    | Pts                  | Pun                  |                      |                      |
| 2016-2017 | Broncos du PAC             | NAHL U15  | 30 | 16               | 8                | 24               | 60               | -                | - | -                    | -                    | -                    |                      |                      |
| 2016-2017 | PAC Saints de Spruce Grove | AMBHL     | 1  | 0                | 0                | 0                | 2                | -                | - | -                    | -                    | -                    |                      |                      |
| 2017-2018 | Équipe Nord-Ouest          | AC        | 5  | 0                | 0                | 0                | 2                | -                | - | -                    | -                    | -                    |                      |                      |
| 2017-2018 | OHA d'Edmonton             | JRBT      | 5  | 1                | 0                | 1                | 2                | -                | - | -                    | -                    | -                    |                      |                      |
| 2017-2018 | AHO d'Edmonton             | CSSHL U15 | 27 | 11               | 12               | 23               | 20               | 5                | 0 | 0                    | 0                    | 8                    |                      |                      |
| 2018-2019 | AHO d'Edmonton             | CSSHL U16 | 34 | 7                | 17               | 24               | 74               | 3                | 1 | 0                    | 1                    | 9                    |                      |                      |
| 2018-2019 | AHO d'Edmonton             | CSSHL U18 | 4  | 0                | 1                | 1                | 2                | -                | - | -                    | -                    | -                    |                      |                      |
| 2019-2020 | Saints de Spruce Grove     | LHJA      | 33 | 6                | 10               | 16               | 32               | 2                | 0 | 0                    | 0                    | 2                    |                      |                      |
| 2020-2021 | Saints de Spruce Grove     | LHJA      | 3  | 0                | 0                | 0                | 2                | -                | - | -                    | -                    | -                    |                      |                      |
| 2019-2020 | Thunderbirds de Seattle    | LHOu      | 7  | 0                | 1                | 1                | 9                | -                | - | -                    | -                    | -                    |                      |                      |
| 2020-2021 | Thunderbirds de Seattle    | LHOu      | 18 | 0                | 2                | 2                | 14               | -                | - | -                    | -                    | -                    |                      |                      |
| 2021-2022 | Thunderbirds de Seattle    | LHOu      | 66 | 32               | 26               | 58               | 88               | 25               | 6 | 15                   | 21                   | 32                   |                      |                      |

## Trophées et honneurs personnels

### CSSHL
- 2017-2018 : Champion de la catégorie moins de 15 ans avec l'AHO d'Edmonton.